# فورد ۱۹۴۱
فورد ۱۹۴۱ بین سال‌های ۱۹۴۱ تا ۱۹۴۸ در انواع کوپه، خودرو با سقف جمع‌شونده، وانت و استیشن واگن ساخته شد. طرح‌بندی فورد ۱۹۴۱ از نوع خودروهای موتور جلو-محور عقب است. طول این خودرو ۴۹۳۵ میلی‌متر و فاصله مرکز چرخ جلو و عقب آن ۲۸۹۶ میلی‌متر می‌باشد. این خودرو در رده خودرو سایز بزرگ فورد قرار دارد. 